# Prodidominae
Prodidominae là một phân họ nhện. Trước đây, chúng được xếp riêng thành một họ Prodidomidae, sau được chuyển thành một phân họ thuộc họ Gnaphosidae vào năm 2018.

## Các chi
- Anagrina Berland, 1920 — Africa
- Austrodomus Lawrence, 1947 — South Africa
- Caudalia Alayón, 1980 — Cuba
- Chileomma Platnick, Shadab & Sorkin, 2005 — Chile
- Chileuma Platnick, Shadab & Sorkin, 2005 — Chile
- Chilongius Platnick, Shadab & Sorkin, 2005 — Chile
- Cryptoerithus Rainbow, 1915 — Australia
- Eleleis Simon, 1893 — South Africa
- Encoptarthria Main, 1954 — Australia
- Katumbea Cooke, 1964 — Tanzania
- Lygromma Simon, 1893 — Costa Rica to Brazil, Galapagos
- Lygrommatoides Strand, 1918 — Nhật Bản
- Molycria Simon, 1887 — Australia
- Moreno Mello-Leitão, 1940 — Chile, Argentina
- Myandra Simon, 1887 — Australia
- Namundra Platnick & Bird, 2007 — Africa
- Neozimiris Simon, 1903 — USA, Mexico, Panama, Galapagos, Bahamas
- Nomindra Platnick & Baehr, 2006 — Australia
- Oltacloea Mello-Leitão, 1940 — Brazil, Argentina
- Plutonodomus Cooke, 1964 — Tanzania
- Prodida Dalmas, 1919 — Philippines, Seychelles
- Prodidomus Hentz, 1847 — Mediterranean, Africa, Australia, Asia, Venezuela, Hawaii
- Purcelliana Cooke, 1964 — South Africa
- Theuma Simon, 1893 — Africa, Turkmenistan?
- Theumella Strand, 1906 — Ethiopia
- Tivodrassus Chamberlin & Ivie, 1936 — Mexico
- Tricongius Simon, 1892 — South America
- Wesmaldra Platnick & Baehr, 2006 — Australia
- Wydundra Platnick & Baehr, 2006 — Australia, Malaysia, Moluccas
- Zimirina Dalmas, 1919 — Spain, Algeria, Canary Islands, South Africa
- Zimiris Simon, 1882 — Circumtropical